# 科沙内
50°56′21″N 30°58′10″E / 50.93917°N 30.96944°E
科沙内（烏克蘭語：Кошани），是烏克蘭北部切爾尼希夫州切爾尼希夫區奥斯泰尔市镇的村庄。始建於1666年，面積1.68平方公里，海拔高度109米，2001年人口381，人口密度每平方公里227.5人。